# Consorcio de Transportes de la Bahía de Cádiz
El Consorcio Metropolitano de Transportes de la Bahía de Cádiz es una entidad pública cuya función es unificar todos los sistemas de transporte público de la comarca de la Bahía de Cádiz y otros municipios de la provincia de Cádiz unidos al mismo.
Esta administración fue formada por la Consejería de Obras Públicas y Transportes de la Junta de Andalucía, la Diputación de Cádiz y los ayuntamientos de los nueve municipios.

## Municipios constituyentes
El territorio de los municipios adscritos ha sido dividido en zonas.
Los siete municipios que conforman el consorcio son los siguientes: Cádiz, Chiclana de la Frontera, El Puerto de Santa María, Jerez de la Frontera, Puerto Real, Rota y San Fernando. Asimismo, los municipios de Arcos de la Frontera, Medina Sidonia, Sanlúcar de Barrameda, Chipiona y Conil de la Frontera han suscrito convenios de actuación preferente con el Consorcio, de modo que las líneas que los sirven también se benefician de la utilización del billete único. Las líneas de autobús urbano de los siete municipios consorciados están integradas en el Consorcio igual que las de los autobuses interurbanos. Muchas de las líneas de transporte del consorcio salen de estos municipios, sirviendo en total a una población cercana al millón de personas.
En un futuro próximo se unirán al Consorcio los municipios de Vejer de la Frontera y Barbate
| Municipio | Comarca                 | Población | Líneas              | Líneas         | Líneas      | Líneas |
| --- | ----------------------- | --------- | ------------------- | -------------- | ----------- | ------ |
| |                         |           | Autobús interurbano | Autobús urbano | Ferrocarril | Barco  |
| Municipios integrados en el Consorcio o con convenios de actuación                                            |                         |           |                     |                |             |        |
| Jerez de la Frontera                                                                                          | Campiña de Jerez        | 212.532   | 18                  | 24             | 2           |        |
| Cádiz | Bahía de Cádiz          | 126.766   | 28                  | 5              | 1           | 2      |
| San Fernando                                                                                                  | Bahía de Cádiz          | 96.366    | 9                   | 2              | 1           |        |
| El Puerto de Santa María                                                                                      | Bahía de Cádiz          | 87.696    | 18                  | 8              | 2           | 1      |
| Chiclana de la Frontera                                                                                       | Bahía de Cádiz          | 77.293    | 11                  | 12             |             |        |
| Sanlúcar de Barrameda                                                                                         | Costa Noroeste de Cádiz | 65.802    | 9                   |                |             |        |
| Puerto Real                                                                                                   | Bahía de Cádiz          | 40.183    | 18                  | 2              | 2           |        |
| Arcos de la Frontera                                                                                          | Sierra de Cádiz         | 31.210    | 9                   |                |             |        |
| Rota | Costa Noroeste de Cádiz | 28.516    | 7                   | 3              |             | 1      |
| Conil de la Frontera                                                                                          | La Janda                | 20.984    |                     |                |             |        |
| Chipiona | Costa Noroeste de Cádiz | 18.583    |                     |                |             |        |
| Medina Sidonia                                                                                                | La Janda                | 11.683    | 8                   |                |             |        |
| SUBTOTAL | —                       | 812.614   | 56                  | 56             | 2           | 2      |
| Otros municipios servidos por líneas del Consorcio (no constituyentes de ningún otro consorcio de transporte) |                         |           |                     |                |             |        |
| Ronda | Serranía de Ronda       | 36.827    |                     |                |             |        |
| Barbate | La Janda                | 22.912    |                     |                |             |        |
| Ubrique | Sierra de Cádiz         | 16.979    |                     |                |             |        |
| Vejer de la Frontera                                                                                          | La Janda                | 12.973    |                     |                |             |        |
| Villamartín                                                                                                   | Sierra de Cádiz         | 12.526    |                     |                |             |        |
| Olvera | Sierra de Cádiz         | 8.589     |                     |                |             |        |
| Bornos | Sierra de Cádiz         | 8.134     |                     |                |             |        |
| Benalup-Casas Viejas                                                                                          | La Janda                | 7.151     |                     |                |             |        |
| Puerto Serrano                                                                                                | Sierra de Cádiz         | 7.116     |                     |                |             |        |
| Prado del Rey                                                                                                 | Sierra de Cádiz         | 5.956     |                     |                |             |        |
| Algodonales                                                                                                   | Sierra de Cádiz         | 5.732     |                     |                |             |        |
| Alcalá de los Gazules                                                                                         | La Janda                | 5.619     |                     |                |             |        |
| Paterna de Rivera                                                                                             | La Janda                | 5.610     |                     |                |             |        |
| Alcalá del Valle                                                                                              | Sierra de Cádiz         | 5.300     |                     |                |             |        |
| Setenil de las Bodegas                                                                                        | Sierra de Cádiz         | 2.977     |                     |                |             |        |
| El Bosque | Sierra de Cádiz         | 2.102     |                     |                |             |        |
| El Gastor | Sierra de Cádiz         | 1.859     |                     |                |             |        |
| Zahara de la Sierra                                                                                           | Sierra de Cádiz         | 1.513     |                     |                |             |        |
| Montejaque | Serranía de Ronda       | 1.009     |                     |                |             |        |
| Torre Alháquime                                                                                               | Sierra de Cádiz         | 849       |                     |                |             |        |
| TOTAL | —                       | 984.350   | 56                  | 57             | 2           | 2      |

## Sistema tarifario integrado

### Tarjeta única
Es una tarjeta magnética con funciones de monedero, que proporciona a sus usuarios un notable descuento con respecto a las tarifas del billete sencillo, además de la posibilidad de transbordar. La tarjeta es reconocida por las máquinas expendedoras de billetes de los autobuses, las estaciones de cercanías y los catamaranes, agilizando el proceso de venta. También permite la posibilidad de transbordar entre distintos autobuses sin coste adicional al de los saltos entre zonas que implique el viaje, siempre que se haga dentro de unos límites de tiempo. La tarjeta también permite transbordar de un autobús interurbano o embarcación a un autobús urbano de las ciudades de Cádiz, Chiclana de la Frontera, Jerez de la Frontera, El Puerto de Santa María, Puerto Real, Rota y San Fernando.
Esta tarjeta puede ser adquirida y recargada en los establecimientos del Consorcio, repartidos por todos los municipios adscritos. Los usuarios recibirán una bonificación progresiva según el número de viajes que hayan realizado con la tarjeta en los últimos 30 días.
- Menos de 8 desplazamientos: bonificación del 10% de la recarga.
- Entre 8 y 24 desplazamientos: bonificación del 15%.
- 25 o más desplazamientos: bonificación del 20%.

La tarjeta también puede ser utilizada en los otros consorcios de transporte metropolitano de Andalucía, correspondientes al área de Málaga, área de Sevilla, Campo de Gibraltar, área de Granada, área de Jaén, área de Almería, área de Córdoba y Costa de Huelva.

### Zonificación

El logotipo del Consorcio es el mismo que el de los demás consorcios de transporte de Andalucía.

Las localidades correspondientes a cada zona son:
| Zona | Descripción                      | Núcleos |
| ---- | -------------------------------- | --- |
| A    | Cádiz                            | Cádiz |
| B    | San Fernando                     | San Fernando |
| C    | Chiclana                         | Chiclana de la Frontera                                                                                                 |
| D    | Chiclana Costa                   | La Barrosa, Sancti Petri                                                                                                |
| E    | Barrio Jarana-Marquesado         | Barriada Meadero de la Reina, Barrio Jarana, Marquesado, Tres Caminos                                                   |
| F    | Puerto Real-Campus-Hospital      | Campus de Puerto Real, Hospital Universitario de Puerto Real, Puerto Real, San José del Pedroso                         |
| G    | Río San Pedro                    | El Trocadero, Las Aletas, Matagorda, Río San Pedro                                                                      |
| H    | El Puerto de Santa María         | El Puerto de Santa María, Valdelagrana                                                                                  |
| I    | Costa Oeste                      | Fuentebravía, Vistahermosa, Puerto Sherry                                                                               |
| J    | El Portal-Doña Blanca-Penal      | Poblado de Doña Blanca (El Puerto de Santa María), El Portal (Jerez de la Frontera) y Penal de El Puerto de Santa María |
| K    | Jerez de la Frontera             | Jerez de la Frontera (excepto barriada rural El Portal)                                                                 |
| L    | Rota                             | Costa Ballena, Rota |
| M    | Medina Sidonia                   | Medina Sidonia |
| N    | Jédula                           | Jédula |
| O    | Arcos de la Frontera             | Arcos de la Frontera |
| P    | Chipiona                         | Chipiona |
| Q    | Sanlúcar de Barrameda            | Sanlúcar de Barrameda                                                                                                   |
| R    | Pedanías de Conil de la Frontera | |
| S    | Conil                            | Conil de la Frontera (núcleo urbano)                                                                                    |

El paso de una zona a otra zona contigua conlleva un salto. Existen zonas no contiguas, conectadas por corredores; atravesar cada uno de éstos también implica un salto. El importe del título de transporte depende del número de saltos que implique el desplazamiento, según la tabla de tarifas. La tabla de saltos entre zonas puede ser consultada aquí.

### Tarifas
Las tarifas vigentes pueden ser consultadas en este enlace externo.

## Líneas
Los siguientes servicios son prestados por las empresas de transporte concesionarias:

### Líneas de autobuses interurbanos

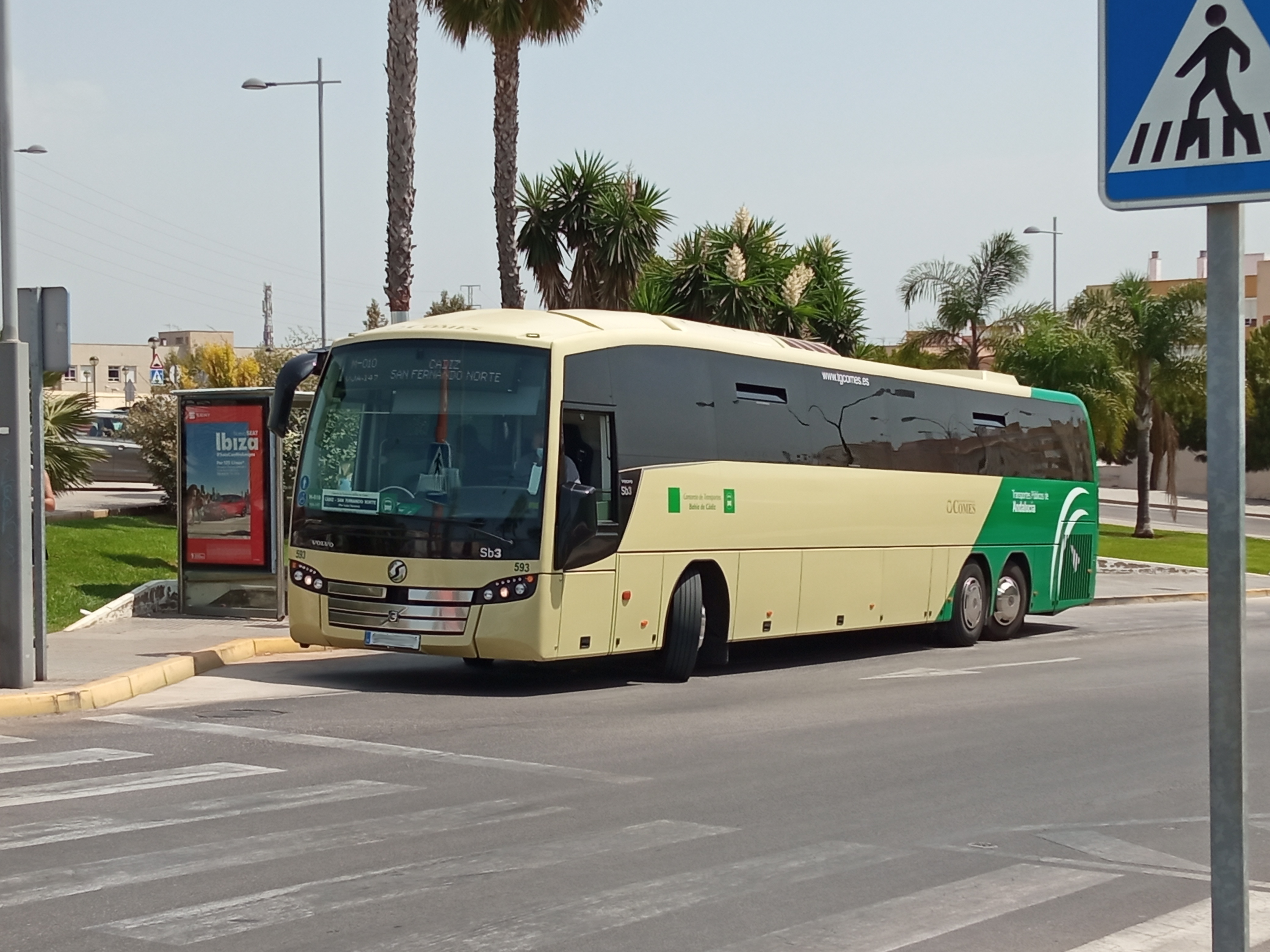
Autobús M010 en San Fernando

Las localidades en negrita forman parte del consorcio. El tiempo indicado es el tiempo de viaje entre la primera y la última localidad en negrita.
| Id.   | Denominación                                                  | Empresa             | Tiempo | Autobuses diarios por sentido |
| ----- | ------------------------------------------------------------- | ------------------- | ------ | ----------------------------- |
| M-010 | Cádiz—San Fernando Norte                                      | Comes               | 53 min | 40                            |
| M-011 | Cádiz—San Fernando Sur                                        | Comes               | 42 min | 50                            |
| M-020 | Cádiz—Chiclana Directo                                        | Comes               | 53 min | 35                            |
| M-021 | Cádiz—San Fernando—Cementerio Mancomunado                     | Comes               | 1:06 h | 1                             |
| M-030 | Cádiz—Río San Pedro—Campus—Puerto Real—Hospital               | Comes               | 59 min | 32                            |
| M-031 | Cádiz—Campus—Puerto Real                                      | Comes               | 51 min | 13                            |
| M-032 | Cádiz—Río San Pedro—Puerto Real                               | Comes               | 44 min | 2                             |
| M-033 | Cádiz—Puerto Real Directo                                     | Comes               | 51 min | 4                             |
| M-034 | Cádiz—Barrio Jarana—Hospital                                  | Comes               | 37 min | 1                             |
| M-040 | Cádiz—Pto. Sta. María Directo                                 | Comes               | 1:09 h | 12                            |
| M-041 | Cádiz—Puerto Real—Pto. Sta. María                             | Comes               | 1:12 h | 6                             |
| M-050 | Cádiz—Jerez—Aeropuerto                                        | Comes               | 1:16 h | 9                             |
| M-051 | Cádiz—Pto. Sta. María—Jerez                                   | Comes               | 1:33 h | 1                             |
| M-052 | Cádiz—Puerto Real—Pto. Sta. María—Jerez                       | Comes               | 1:37 h | 1                             |
| M-053 | Cádiz—Hospital de Jerez—Jerez                                 | Comes               |        | 1                             |
| M-060 | Cádiz—Pto. Sta. María—Rota Por Costa Oeste                    | Comes               | 1:34 h | 3                             |
| M-061 | Cádiz—Puerto Real—Pto. Sta. María—Rota                        | Comes               | 1:34 h | 2                             |
| M-062 | Cádiz—Pto. Sta. María—Rota Por Estación de ferrocarril        | Comes               | 1:34 h | 2                             |
| M-120 | San Fernando—Chiclana                                         | Transportes Belizón | 31 min | 34                            |
| M-130 | San Fernando—Campus de Puerto Real                            | Comes               | 37 min | 3                             |
| M-230 | Chiclana—Hospital                                             | Transportes Belizón | 32 min | 12                            |
| M-250 | La Línea—Chiclana—Puerto Real—Pto. Sta. María—Jerez—Sevilla   | Comes               | 50 min | 1                             |
| M-251 | Atlanterra—Chiclana—Puerto Real—Pto. Sta. María—Jerez—Sevilla | Comes               | 50 min | 1                             |
| M-260 | Algeciras—Chiclana—Puerto Real—Pto. Sta. María—Rota           | Comes               | 1:30 h | 1                             |
| M-350 | Campus de Puerto Real—Jerez                                   | Comes               | 50 min | 1                             |
| M-360 | Hospital—Pto. Sta. María—Rota Por Costa Oeste                 | Comes               | 56 min | 7                             |
| M-451 | Pto. Sta. María—Jerez                                         | Comes               | 45 min | 2                             |
| M-560 | Jerez—Rota                                                    | Comes               | 50 min | 3                             |
| M-561 | Jerez—Costa Ballena—Sanlúcar                                  | Monbus              |        |                               |
| M-562 | Aeropuerto—Jerez—Chipiona—Rota                                | Monbus              | 1:03 h | 5                             |
| M-563 | Rota—Jerez por Hospital                                       | Monbus              |        |                               |
| M-902 | Cádiz—Jerez—Arcos—Ronda                                       | Comes               | 1:29 h | 3                             |
| M-903 | Cádiz—Jerez—Arcos—El Gastor                                   | Comes               | 1:27 h | 2                             |
| M-904 | Cádiz—Jerez—Arcos—Alcalá del Valle                            | Comes               | 1:29 h | 1                             |
| M-905 | Rota—Jerez—Sevilla                                            | Comes               | 36 min | 4                             |
| M-940 | Cádiz—Medina Sidonia—Alcalá de los Gazules                    | Comes               | 1:09 h | 2                             |
| M-941 | Cádiz—Medina Sidonia—Paterna de Rivera—Alcalá de los Gazules  | Comes               | 1:09 h | 2                             |
| M-942 | Cádiz—Puerto Real—Medina Sidonia                              | Comes               | 1:15 h | 1                             |
| M-943 | Cádiz—Puerto Real—Medina Sidonia—Benalup                      | Comes               | 1:15 h | 2                             |
| M-944 | Cádiz—San Fernando—Medina Sidonia—Paterna de Rivera           | Comes               | 1:09 h | 2                             |
| M-945 | Jerez—Medina Sidonia Ruta                                     | Comes               | 57 min | 1                             |
| M-946 | Jerez—Medina Sidonia Directo                                  | Comes               | 57 min | 1                             |
| M-947 | Chiclana—Medina Sidonia                                       | Comes               | 32 min | 2                             |
| M-950 | Cádiz—Arcos—Ubrique                                           | Damas S.A.          | 1:00 h | 4                             |
| M-951 | Jerez—Arcos                                                   | Damas S.A.          | 34 min | 5                             |
| M-952 | Jerez—Arcos—Villamartín                                       | Damas S.A.          | 34 min | 5                             |
| M-953 | Sanlúcar-Jerez—Arcos—Ubrique                                  | Damas S.A.          | 34 min | 7                             |
| M-954 | Jerez—Arcos—Algodonales                                       | Damas S.A.          | 34 min | 1                             |
| M-955 | Jerez—Arcos—Málaga                                            | Damas S.A.          | 34 min | 2                             |
| M-960 | Cádiz—Puerto Real—Pto. Sta. María—Chipiona—Sanlúcar           | Damas S.A.          | 1:04 h | 9                             |
| M-961 | Cádiz—Pto. Sta. María—Chipiona—Sanlúcar                       | Damas S.A.          | 1:09 h | 5                             |
| M-962 | San Fernando—Puerto Real—Pto. Sta. María—Chipiona—Sanlúcar    | Damas S.A.          | 37 min | 1                             |
| M-963 | Chipiona—Sanlúcar—Jerez                                       | Monbus              |        |                               |
| M-964 | Chipiona—Sanlúcar—Jerez por Hospital                          | Monbus              |        |                               |
| M-970 | Sanlúcar—Jerez                                                | Monbus              |        |                               |
| M-971 | Sanlúcar—Jerez por Hospital                                   | Monbus              |        |                               |
| M-972 | Sanlúcar—Campus de Jerez                                      | Monbus              |        |                               |
| M-973 | Costa Ballena—Sanlúcar—Sevilla                                | Damas S.A.          |        |                               |

### Líneas marítimas
| Id.   | Denominación                   | Empresa  | Tiempo | Barcos diarios por sentido |
| ----- | ------------------------------ | -------- | ------ | -------------------------- |
| B-042 | Cádiz—El Puerto de Santa María | Secorbus | 25 min | 17                         |
| B-065 | Cádiz—Rota                     | Secorbus | 30 min | 8                          |

### Líneas de ferrocarril
| Id.  | Denominación              | Empresa | Tiempo | Trenes diarios por sentido |
| ---- | ------------------------- | ------- | ------ | -------------------------- |
| C−1  | Cádiz—Aeropuerto de Jerez | Renfe   | 42 min | 21                         |
| C−1a | Las Aletas—Universidad    | Renfe   | 4 min  | 20                         |

### Líneas de tren-tranvía
| Id. | Denominación    | Empresa         | Tiempo | Trenes diarios por sentido |
| --- | --------------- | --------------- | ------ | -------------------------- |
| T1  | Cádiz—Pelagatos | TramBahía/Renfe | 62 min | 21                         |